# Félix Houphouët-Boigny
Félix Houphouët-Boigny (født 18. oktober 1905 i Yamoussoukro, død 7. december 1993) var fra 1960 til 1993 den første præsident i Elfenbenskysten.
Ved valget efter Elfenbenskystens uafhængighed fra Frankrig i 1960, blev han valgt til præsident med 98 % af stemmerne.[kilde mangler] I 1983 flyttede Houphouët-Boigny Elfenbenskystens hovedstad fra kystbyen Abidjan til sin fødeby, Yamoussoukro.

## Baggrund
Houphouët-Boigny blev født i Yamoussokuro i den animistiske Akouès stamme og gennemførte sin folkeskoleuddannelse i Bingerville, hvor han konverterede til kristendommen og valgte at blive døbt som Félix. I 1921 læste han til læge hos École de médecine de l'AOF (French West Africa School of Medicine) i Senegal og praktiserede som sådan indtil 1940, hvor han fik rollen som chef de canton. Som lægeassistent på et hospital i Abidjan stiftede Houphouët-Boigny i 1925 en forening for hospitalets indfødte personale – en forening, det franske kolonistyre opfattede som en fagforening. Som konsekvens rykkede styren i 1927 Houphouët-Boigny til et mindre hospital i Guiglo.
I 1944 stiftede Houphouët-Boigny, i samarbejde med kolonistyren, Syndicat agricole africain (Den Afrikanske Landbrugsunion).

## Ekstern henvisning
- Felix Houphouet-Boigny, Ivory Coast's Leader Since Freedom in 1960, Is Dead – The New York Times